# Misterio

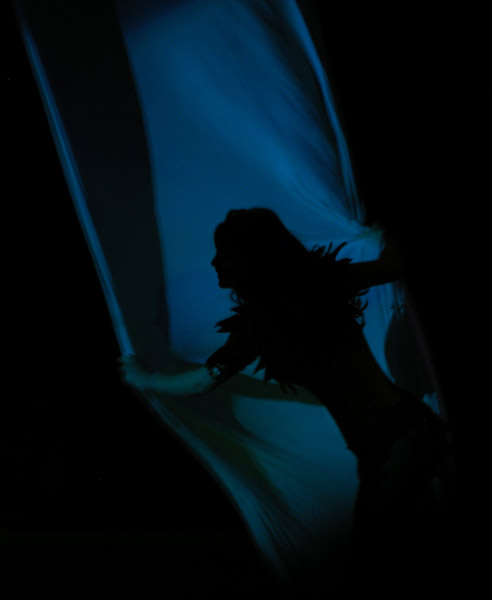

Un misterio se define como algo muy difícil de entender, algo extraño e inexplicable de comprender o descubrir por lo oculto que está o por pertenecer a algún arcano.

## La necesidad del misterio y su explotación comercial
Para Carl Sagan la gente busca y crea misterios donde no los hay y no presta atención a otros reales e igual de fascinantes. Adolfo Domínguez Monedero apunta que los misterios y su resolución es una parte importante del atractivo que desprenden ciertas disciplinas y ciencias, en concreto la Historia Antigua. En esta misma línea de pensamiento se coloca el ya citado Sagan, para quien la experiencia de descubrir algo no se olvida, aun siendo «la última persona en el mundo en descubrirlo». Por lo tanto, la existencia de misterios es necesaria para obtener el placer del descubrimiento.
Por su parte Luis Alfonso Gámez, Javier Cavanilles o Mauricio-José Schwarz, entre otros, proponen que bajo muchos misterios, o falsos misterios, existe un afán de lucro por la comercialización de libros, revistas, pagos por entrada y otras prácticas. Sería el caso del origen del Sudario de Turín o las Caras de Belmez.
Esta utilización del misterio puede resultar negativa, desde la perspectiva de científicos como Robert Chapman.

## Misterio e incógnita
La diferencia entre misterio e incógnita no es muy clara en muchos casos porque, como comenta Adolfo Domínguez, algunos de los llamados misterios en realidad son simples incógnitas. Pese a todo se pueden apuntar algunos que pueden entrar en la categoría de misterio:
- ¿Cómo se originó la vida? Según biólogos como Antonio Lazcano Araujo, se ha conseguido demostrar la formación de moléculas a partir de los cuatro elementos activos más abundantes con el hidrógeno, como afirmaba Harold Clayton Urey. Stanley Miller obtuvo aminoácidos y bases partiendo de esas moléculas y Juan Oro obtuvo la adenina; pero todos los experimentos realizados después no han logrado pasar de la sopa prebiótica a cadenas de ARN y menos aún a proteínas ni ácidos nucleicos. Por el momento no se sabe si es porque intervinieron reacciones químicas aún desconocidas o por existir otros elementos pre-RNA.[5]
- ¿Existe la llamada tumba-isla o Cámara de Horus que según historiadores clásicos como Heródoto afirmaron que existía dentro de la Gran Pirámide de Guiza?[8] Es un misterio al estar oculto por la propia estructura de la pirámide y haber fracasado, hasta el momento, todos los intentos por sondeo, radares o robóticos. Ninguno ha podido confirmar ni desmentir con pruebas la existencia o no de esa dependencia.
- ¿Cuál era la utilidad de Stonehenge? Para Clews Everard,[9] la finalidad del monumento enclavado en la llanura de Salisbury no ha conseguido ser explicada por ninguna de las múltiples teorías formuladas. Asimismo, tampoco se sabe que grupo humano lo construyó ni las técnicas utilizadas, pese a que ciertas investigaciones en arqueología de reconstrucción parece aportar cierta luz.[10] Para la arqueóloga Julia Gardener, el gran problema estriba en que la mayoría de las múltiples excavaciones realizadas no se registraron por distintos motivos, por lo tanto la información que se puede inferir del propio monumento sobre sus fines y constructores es muy escasa.
- ¿Dónde comenzó la oleada de los Pueblos del mar? Por el momento desconocido al tener los medios de datación, caso de los radiológicos, un margen de error de 80 años, superior a la duración de toda la oleada, por lo que hasta ahora no se puede saber si los hallazgos, textos y demás pruebas son de ese periodo, algo posteriores o algo anteriores.
- ¿Dónde está el sepulcro de Alejandro Magno? Pese a la importancia que el hallazgo tendría para el pueblo griego y egipcio, las fuentes primarias de que se disponen no aportan datos sobre su localización tras el viaje desde Babilonia. Arqueólogos como Liana Sovalchis aún no han logrado demostrar que la tumba se encuentra en el oasis de Siwa según la leyenda local, como tampoco las excavaciones practicadas en Alejandría han podido aportar nada.
- ¿Era otra persona quien escribía las obras de William Shakespeare? La idea de que una persona de origen humilde y con pocos o ningún viaje en su haber no podía haber escrito una obra así no ha podido ser probada. Pero las dudas de que una o más personas pudieran haber escrito todas o parte de sus obras aún permanece.
- ¿Estuvo Cristóbal Colón en América antes de su primer viaje?[11] La vida de Colón presenta muchas dudas y enigmas, uno de ellos lo recogen las fuentes de la época al notar un conocimiento asombroso de los lugares recién descubiertos.
- ¿Quién era Jack el Destripador? Al no emplearse en aquella época los análisis de sangre, ni el reconocimiento de ADN, ni el registro de las huellas dactilares, la propia Scotland Yard, acusada en su día de conocer al Destripador pero protegerle por ser una persona importante,[12] ha manifestado que la personalidad del asesino de Whitechapel nunca fue descubierta y permanece desconocida.
- ¿Dónde está la Cámara de Ámbar? Pese a que investigadores como Scott-Clark y Levy la dan por destruida, los informes de su búsqueda redactados por los soviéticos se contradicen entre ellos y las indagaciones realizadas por la Stasi y la KGB no consiguieron llegar a ninguna conclusión[13]
- ¿Quién era el asesino del Zodiaco? Pese a todos las investigaciones de huellas dactilares, caligrafía, balística e incluso ADN no existe un sospechoso único para los investigadores.
- ¿Qué pasó con el Vuelo 370 de Malaysia Airlines? Durante la madrugada del 8 de marzo de 2014 se habían observado algunas maniobras anormales vía radar hasta que un par de horas después el vuelo desapareció por completo en algún punto cercano al Océano Índico. A pesar de los numerosos intentos de búsqueda en los que se hallaron algunos restos del avión, no se han podido determinar las causas del suceso ni qué ocurrió exactamente con los tripulantes, hoy en día siguen tomando fuerza las teorías de lo que pudo haber pasado con este vuelo.